# 常盤村 (長野県北安曇郡)
常盤村（ときわむら）は長野県北安曇郡にあった村。現在の大町市大字常盤にあたる。

## 地理
- 山：鍬ノ峰、大凪山、餓鬼岳、東沢岳、東餓鬼岳、清水岳、馬羅尾山、唐沢山、雨引山、大洞山、城山
- 河川：高瀬川

## 歴史
- 1874年（明治7年）10月25日 - 筑摩県安曇郡西山村・須沼村・清水村・上一本木村・下一本木村が合併して常盤村となる。
- 1876年（明治9年）8月21日 - 長野県の所属となる。
- 1879年（明治12年）1月4日 - 郡区町村編制法の施行により、北安曇郡の所属となる。
- 1889年（明治22年）4月1日 - 町村制の施行により、常盤村が単独で自治体を形成。
- 1954年（昭和29年）7月1日 - 大町・平村・社村と合併して大町市が発足。同日常盤村廃止。

## 交通

### 鉄道路線
- 日本国有鉄道
  - 大糸線
    - 安曇沓掛駅 - 信濃常盤駅

### 道路
- 国道147号